# Уовина
Уовина (англ. Wawina) — тауншип в округе Айтаска штата Миннесота (США). На 2010 год его население составило 77 человек.
Название к тауншипу перешло от железнодорожной деревни, на оджибве означает «я часто упоминаю это название». В Уовине находится Северная телефонная компания, у которой 40 пользователей. Она была куплена в 1972 году Бобом Ридделлом.

## География
По данным Бюро переписи населения США площадь тауншипа составляет 94,7 км², из которых 94,6 км² занимает суша, a вода составляет 0,03 %. Самый южный тауншип округа.
Через тауншип проходит шоссе  US 2 (англ. US Highway 2).

## Население
В 2010 году на территории тауншипа проживало 77 человек (из них 45,5 % мужчин и 54,5 % женщин), насчитывалось 31 домашнее хозяйств и 20 семей. На территории города было расположено 78 построек со средней плотностью 0,8 построек на один квадратный километр суши. Расовый состав: белые — 98,7 %, азиаты — 1,3 %.
Население города по возрастному диапазону по данным переписи 2010 года распределилось следующим образом: 22,1 % — жители младше 21 года, 66,2 % — от 21 до 65 лет, и 11,7 % — в возрасте 65 лет и старше. Средний возраст населения — 46,5 лет. На каждые 100 женщин в Уовине приходилось 83,3 мужчин, при этом на 100 совершеннолетних женщин приходилось уже 93,5 мужчин сопоставимого возраста.
Из 31 домашнего хозяйства 64,5 % представляли собой семьи: 45,2 % совместно проживающих супружеских пар (9,7 % с детьми младше 18 лет); 9,7 % — женщины, проживающие без мужей, 9,7 % — мужчины, проживающие без жён. 35,5 % не имели семьи. В среднем домашнее хозяйство ведут 2,48 человека, а средний размер семьи — 3,10 человека. В одиночестве проживали 25,8 % населения, 6,5 % составляли одинокие пожилые люди (старше 65 лет).
В 2014 году из 63 человек старше 16 лет имели работу 29. В 2014 году медианный доход на семью оценивался в 51 500 $, на домашнее хозяйство — в 51 250 $. Доход на душу населения — 23 733 $ в год.